# Аванесов Юрій Аркадійович
Юрій Аркадійович Аванесов (при народженні — Юрій Арташесович Аванесов) (нар. 16 серпня 1935, Баку, Азербайджанська РСР  — пом. 19 серпня 2012, Хмельницький, Україна) — азербайджанський та український футбольний тренер, заслужений тренер України (1996).

## Життєпис
Закінчив Азербайджанський державний інститут фізкультури імені С. Кірова в 1959 році. У тому ж році на чолі СК ККФ (Баку) переміг в чемпіонаті Азербайджанської РСР з футболу.[неякісне джерело] Після цього один з керівників Кам'янець-Подільського Григорій Тонкочеєв[неякісне джерело] запросив очолити новостворений ФК «Поділля» ДСТ «Авангард». У 1960—1961 роках вигравав чемпіонат і кубок Хмельницької області. Юрія Аванесова помітили у Києві та запросили на посаду тренера луцької «Волині».
У грудні 1963 року голова ОДСТ «Динамо» Петро Коротєєв[неякісне джерело] повернув до себе в Хмельницьку область на роботу в тренерський штаб Є. П. Лемешка. Так, до 1969 року Юрій Аванесов безперервно пропрацював тренером у хмельницькому «Динамо». Коли Євген Пилипович у липні 1966 року переїхав у Львів, виконував обов'язки старшого тренера. З 1969 по 1970 рік працював начальником команди «Шахтар» Кадіївка. У 1970—1971 роках знов працював у Луцьку — старшим тренером місцевого «Торпедо». З грудня 1971 по березень 1972 року працював старшим тренером «Долотника» (Дрогобич). Після цього до кінця 1973 року обіймав посаду начальника команди «Локомотив» Донецьк, а тоді повернувся у Хмельницький. З листопада 1973 по липень 1975 року був старшим тренером «Динамо».
1975—1977 рр. — старший тренер команди «Локомотив» Вінниця.
У 1978 році працював начальником «Поділля» Хмельницький, а в липні переведений на посаду тренера «ДЮСШ-1». В 1980 році відправився тренувати черкаський «Дніпро», а вже в травні став начальником команди. В 1982—1983 роках працював начальником і в.о. старшого тренера команди «Прикарпаття» Івано-Франківськ. Тоді працював тренером СДЮШОР «Прикарпаття».
В 1985 році повернувся в Хмельницький і став директором СДЮСШ «Поділля», працював на цій посаді з перервами до 1997 року. В 2000-х рр. працював головним спеціалістом у Хмельницькій обласній федерації футболу.
Похований на місцевому цвинтарі у с.Шаровечка.

## Досягнення
- Чемпіон Азербайджанської РСР: 1959
- Віце-чемпіон Української РСР серед команд класу «Б»: 1966
- Переможець в Другій лізі України, групи «А»: 1998[9]